# Id Tech 7
Chronologie des versions
Id Tech 6
id Tech 7 est un moteur de jeu multiplateforme développé par id Software. Dans le cadre de la série de moteurs de jeux id Tech, il s'agit du successeur de l'id Tech 6. Le logiciel a été présenté pour la première fois à la QuakeCon 2018 lors de l'annonce Doom Eternal,.
Sur PC, id Tech 7 ne supportera que l'API graphique Vulkan,.
L'id Tech 7 aura une meilleure gestion des processeurs de la famille AMD Ryzen notamment avec une meilleure exploitation des cœurs et des threads de l'architecture ce qui permettra un gain de performances, une intelligence artificielle plus élaborée, une facilitation du streaming vidéo de partie. L'idTech 7 selon Billy Khan améliore la précision géométrique et la qualité d'image globale.

## Développeurs notables
- Billy Khan : programmeur moteur leader pour id Tech 7 et Doom Eternal, poursuivant le travail qu'il a fait sur id Tech 6
- Tiago Sousa : programmeur du moteur de rendu de id Tech 7, poursuivant le travail qu'il a fait dans id Tech 6